# Charles Fleetwood

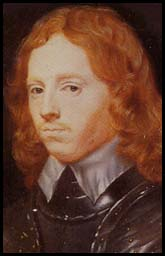
Charles Fleetwood

Charles Fleetwood (mort le 4 octobre 1692), gouverneur d'Irlande sous Cromwell, fils de Miles Fleetwood, échanson des rois Jacques Ier d'Angleterre et Charles Ier d'Angleterre.

## Biographie
Il prit de bonne heure du service (Par exemple, dans le Dorset, le 2 août 1645, il a encerclé et dispersé 1000 clubmen à Shaftesbury). Il se fit élire membre du Long Parlement, s'y déclara contre Charles Ier, fut en 1647 un des commissaires chargés par l'armée de traiter avec le parlement, et contribua en 1650 au gain de la bataille de Worcester. Il épousa en 1652 la fille d'Oliver Cromwell, veuve d'Henry Ireton ; son beau-père le nomma alors commandant général des troupes d'Irlande, puis vice-roi de cette île où il met en application avec une certaine brutalité la politique des Plantations. 
Néanmoins, Fleetwood s'opposa à ce que Cromwell prît le titre de roi, et fut même un des premiers à faire déposer son fils Richard Cromwell. Proscrit après la restauration des Stuarts, il mourut dans l'obscurité.